# 후지정 (시즈오카현)
후지정(富士町)은 시즈오카현의 동부, 후지군에 속했던 정이다, 성립 당시의 이름은 가지마촌(加島村)이었다.

## 역사
- 1889년 4월 1일 - 정촌제 시행에 의해 후지군 가지마촌이 성립하였다.
- 1929년 8월 1일 - 가지마촌이 정으로 승격해 후지정으로 바뀌었다.
- 1954년 3월 31일 - 다고노우라촌, 이와마쓰촌과 합병해, 후지시가 성립하여, 동일 후지정은 폐지되었다.

## 교통

### 철도
- 일본국유철도
  - 도카이도 본선
  - 미노부선

## 참고 문헌
- 静岡新聞社出版局 編『静岡県歴史人物事典』静岡新聞社、1991年。ISBN 4783804249。
- 角川日本地名大辞典 22 静岡県